# Alfred Gigon
Alfred Gigon (* 24. September 1883 in Delsberg; † 25. Juli 1975 in Basel) war ein Schweizer Arzt.

## Leben
Gigon studierte Biochemie und Physiologie an den Universitäten Berlin und Stockholm. Er promovierte 1906 an der Universität Basel mit einer Arbeit über einen «Stoffwechselversuch an einem Falle von Pankreasdiabetes». Ab 1909 arbeitete er an der Basler Medizinischen Universitäts-Poliklinik. Er habilitierte sich 1911 und wurde 1921 ausserordentlicher und 1933 ordentlicher Professor für Innere Medizin. Von 1932 bis 1954 war er Chefarzt der Medizinischen Universitäts-Poliklinik. Von 1925 bis etwa 1963 war er Chefredaktor der Schweizerischen Medizinischen Wochenschrift.
Gigon war zudem «Promotor der Schweizerischen Gesellschaft für Innere Medizin», 1943 Mitbegründer der Schweizerischen Akademie der Medizinischen Wissenschaften und 1945 Mitbegründer des Schweizerischen Tropeninstituts.
Gigon war auch Mitglied der Deutschen Akademie der Naturforscher Leopoldina und Ehrendoktor der Sorbonne.

## Werke (Auswahl)
- Die Arbeiterkost. Nach Untersuchungen über die Ernährung Basler Arbeiter bei freigewählter Kost. Berlin: J. Springer 1914. (Schriften aus dem Gesamtgebiet der Gewerbehygiene. N.F.; 3).
- zusammen mit Fritz Mangold: Neue Indexziffern (Schweizerischer Minimal-Ernährungsindex). Bern: Stämpfli 1921.
- Zur Kenntnis des Insulins und des Diabetes mellitus. Leipzig: C. Kabitzsch 1925. (Würzburger Abhandlungen aus dem Gesamtgebiet der Medizin. N.F.; 2.6).
- Gedanken zur Ernährung des Menschen : Normalkost und Stoffwechselprobleme. Basel; Stuttgart: Schwabe 1964.